# Huitième district congressionnel de l'État de New York
Le 8e district congressionnel de New York est situé à Brooklyn, New York. Il est actuellement représenté par le Démocrate Hakeem Jeffries, leader de la minorité parlementaire à la Chambre des Représentants des États-Unis.
De 1993 à 2013, le district couvrait une grande partie de la partie ouest de Manhattan et des sections côtières ouest de Brooklyn. Cependant, après un redécoupage décennal, il a été redessiné pour englober une grande partie du territoire qui relevait auparavant du 10e district. Il englobe désormais la majorité afro-américaine et antillaise-américaine Bedford-Stuyvesant, Brownsville, Canarsie, East New York, Ocean Hill, Spring Creek et East Flatbush ; les quartiers majoritairement blancs de Bergen Beach, Gerritsen Beach, Howard Beach, Marine Park, Mill Basin et Sea Gate ; et des quartiers mixtes comme Clinton Hill, Flatlands, Fort Greene, Ozone Park, Brighton Beach et Coney Island. La majeure partie de l'ancien 8e a été renumérotée 10e.

## Histoire
1913 - 1963 : Parties de Brooklyn
1963 - 1983 : Parties du Queens
1983 - 1993 : Parties du Bronx, Nassau et du Queens
1993 - 2013 : Parties de Brooklyn et Manhattan
2013 - 2023 : Parties de Brooklyn et du Queens
2023 - Présent : Parties de Brooklyn
Divers districts de New York ont été numérotés « 8 » au fil des ans, notamment des zones de la ville de New York et diverses parties du nord de l'État de New York. Les districts de l'État ont été redessinés de manière à placer une grande partie du territoire de l'ancien 10e district dans le nouveau 8e district. L'élection avait quelques concurrents pour ce qui était alors un siège libre, le Représentant sortant Edolphus Towns prenant sa retraite. Le Représentant d'État Hakeem Jeffries a affronté le conseiller municipal de New York, Charles Barron. Jeffries a remporté les primaires et finalement les élections générales,.

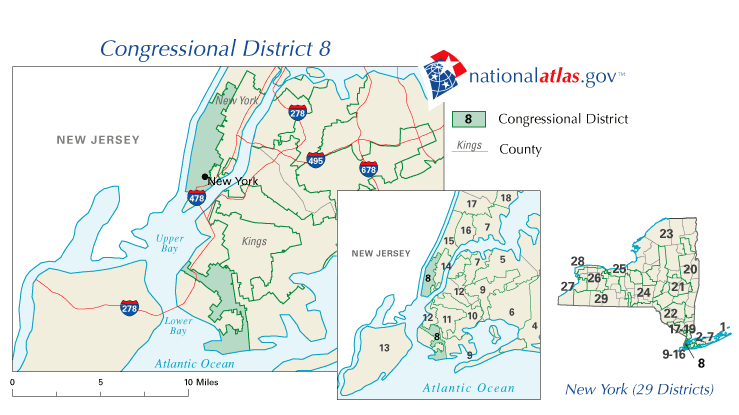
2003 - 2013

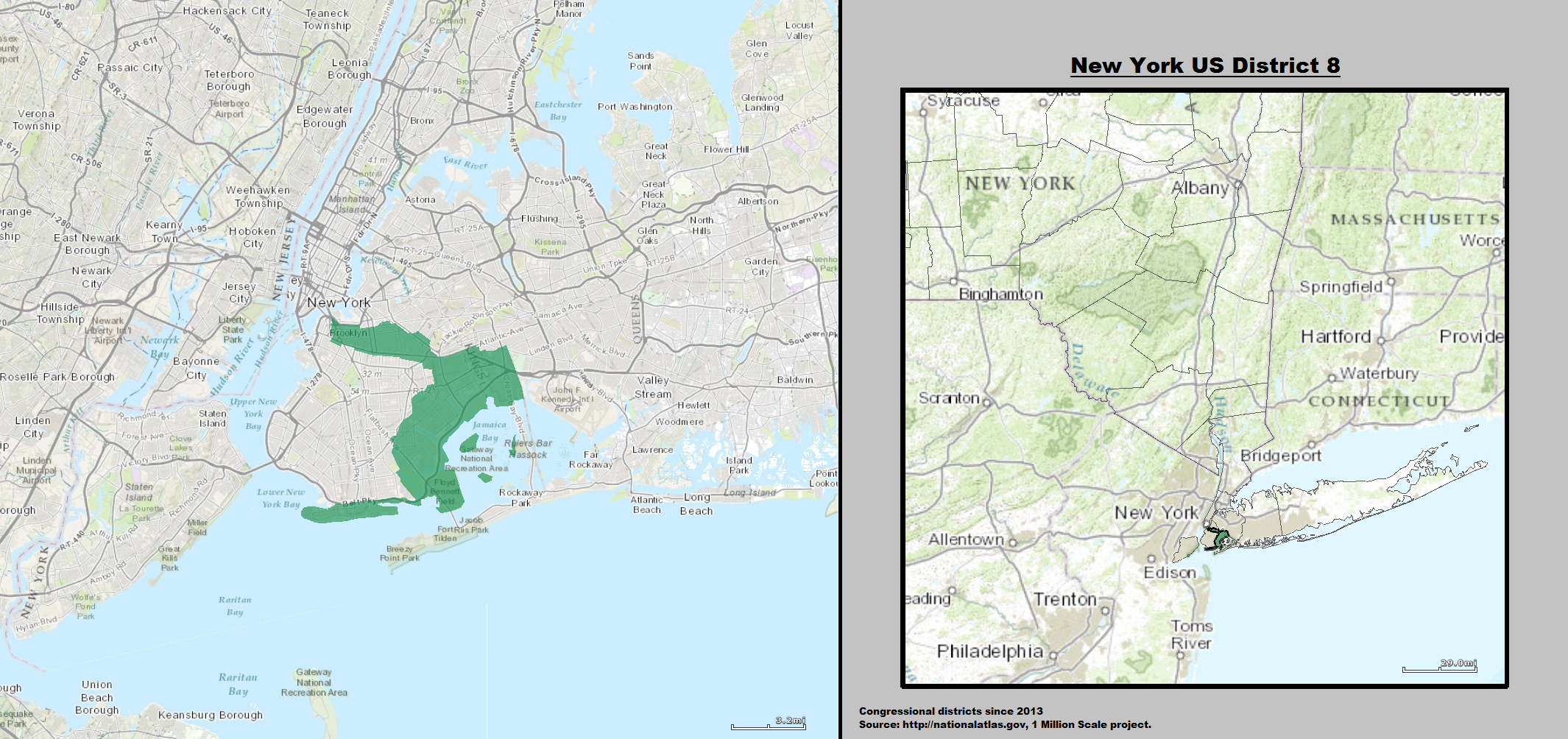
2013 - 2023

## Historique de vote
| Année | Poste     | Résultats               |
| ----- | --------- | ----------------------- |
| 1992  | Président | Clinton 77,0 % – 17,0 % |
| 1996  | Président | Clinton 77,0 % – 16,0 % |
| 2000  | Président | Gore 74,0 % – 18,0 %    |
| 2004  | Président | Kerry 72,0 % – 27,0 %   |
| 2008  | Président | Obama 86,0 % – 14,0 %   |
| 2012  | Président | Obama 89,0 % – 10,0 %   |
| 2016  | Président | Clinton 85,0 % – 14,0 % |
| 2020  | Président | Biden 82,0 % – 16,0 %   |

## Liste des Représentants du district

### 1793 - 1833: Un Siège
| Membre                          | Parti                  | Années                         | Congrès   | Histoire électorale                                                                  | Zone géographique                      |
| ------------------------------- | ---------------------- | ------------------------------ | --------- | ------------------------------------------------------------------------------------ | -------------------------------------- |
| District établit le 4 mars 1793 |                        |                                |           |                                                                                      |                                        |
| Henry Glen (en)                 | Pro Administration     | 4 mars 1793 - 3 mars 1795      | 3e - 6e   | Élu en 1793. Réélu en 1794. Réélu en 1796. Réélu en 1798. Perd sa réélection.        | 1793–1803                              |
| Henry Glen (en)                 | Fédéraliste            | 4 mars 1795 - 3 mars 1801      | 3e - 6e   | Élu en 1793. Réélu en 1794. Réélu en 1796. Réélu en 1798. Perd sa réélection.        | 1793–1803                              |
| Killian K. Van Rensselaer (en)  | Fédéraliste            | 4 mars 1801 - 3 mars 1803      | 7e        | Élu en 1800. Redécoupage vers le 9e district.                                        | 1793–1803                              |
| Henry W. Livingston             | Fédéraliste            | 4 mars 1803 - 3 mars 1807      | 8e , 9e   | Élu en 1802. Réélu en 1804.                                                          | 1803–1813                              |
| James I. Van Alen (en)          | Républicain-Démocrate  | 4 mars 1807 - 3 mars 1809      | 10e       | Élu en 1806. Perd sa réélection.                                                     | 1803–1813                              |
| John Thompson (en)              | Républicain-Démocrate  | 4 mars 1809 - 3 mars 1811      | 11e       | Redécoupage depuis le 11e district et réélu en 1808.                                 | 1803–1813                              |
| Benjamin Pond (en)              | Républicain-Démocrate  | 4 mars 1811 - 3 mars 1813      | 12e       | Élu en 1810.                                                                         | 1803–1813                              |
| Samuel Sherwood (en)            | Fédéraliste            | 4 mars 1813 - 3 mars 1815      | 13e       | Élu en 1812.                                                                         | 1813–1823 Comtés de Delaware et Greene |
| Vacant                          | Vacant                 | 4 mars 1815 - 26 décembre 1815 | 14e       | John Adams (Fédéraliste), mais n'a pas pris ni revendiqué le siège                   | 1813–1823 Comtés de Delaware et Greene |
| Erastus Root (en)               | Républicain-Démocrate  | 26 décembre 1815 - 3 mars 1817 | 14e       | Conteste avec succès l'élection d'Adams.                                             | 1813–1823 Comtés de Delaware et Greene |
| Dorrance Kirtland (en)          | Républicain-Démocrate  | 4 mars 1817 - 3 mars 1819      | 15e       | Élu en 1816.                                                                         | 1813–1823 Comtés de Delaware et Greene |
| Robert Clark (en)               | Républicain-Démocrate  | 4 mars 1819 - 3 mars 1821      | 16e       | Élu en 1818.                                                                         | 1813–1823 Comtés de Delaware et Greene |
| Vacant                          | Vacant                 | 4 mars 1821 - 3 décembre 1821  | 17e       | L'Élection fut tenue en Avril 1821. La date d'annonce des résultats n'est pas clair. | 1813–1823 Comtés de Delaware et Greene |
| Richard McCarty (en)            | Républicain-Démocrate  | 3 décembre 1821 - 3 mars 1825  | 17e       | Élu en 1821.                                                                         | 1813–1823 Comtés de Delaware et Greene |
| James Strong (en)               | Fédéraliste Adams-Clay | 4 mars 1823 - 3 mars 1825      | 18e - 21e | Élu en 1822. Réélu en 1824. Réélu en 1826. Réélu en 1828.                            | 1823–1833 Comté de Columbia            |
| James Strong (en)               | Anti-Jacksonien        | 4 mars 1825 - 3 mars 1831      | 18e - 21e | Élu en 1822. Réélu en 1824. Réélu en 1826. Réélu en 1828.                            | 1823–1833 Comté de Columbia            |
| John King (en)                  | Anti-Jacksonien        | 4 mars 1831 - 3 mars 1833      | 22e       | Élu en 1830.                                                                         | 1823–1833 Comté de Columbia            |

### 1833 - 1843: Deux Sièges
De 1833 à 1843, deux sièges furent pourvus dans le district, élus at-large sur un seul ticket.
| 23e | 4 mars 1833 - 3 mars 1835 | John Adams (en)      | Jacksonien (en) | Élu en 1832           | Aaron Vanderpoel (en) | Jacksonien (en) | Élu en 1834.                       |
| 24e | 4 mars 1835 - 3 mars 1837 | Valentine Efner (en) | Jacksonien (en) | Élu en 1834.          | Aaron Vanderpoel (en) | Jacksonien (en) | Réélu en 1834. Perd sa réélection. |
| 25e | 4 mars 1837 - 3 mars 1839 | Zadock Pratt (en)    | Démocrate       | Élu en 1836. Retrait. | Robert McClellan (en) | Démocrate       | Élu en 1836.                       |
| 26e | 4 mars 1839 - 3 mars 1841 | John Ely (en)        | Démocrate       | Élu en 1838.          | Aaron Vanderpoel (en) | Démocrate       | Élu en 1838. Retrait.              |
| 27e | 4 mars 1841 - 3 mars 1843 | Jacob Houck Jr. (en) | Démocrate       | Élu en 1840.          | Robert McClellan (en) | Démocrate       | Élu en 1840.                       |

### 1843 - Présent: Un Siège
Le 8e district était un siège basé dans le Queens jusqu'au redécoupage de 1992. A cette époque, une grande partie de l'ancien 8ème arrondissement est devenue le 5ème arrondissement. Le nouveau 8e arrondissement a été créé en rassemblant des parties du 17e arrondissement de Manhattan et du 13e arrondissement de Brooklyn.
| Membre                    | Parti                    | Années                            | Congrès     | Histoire électorale | Zone géographique                          |
| ------------------------- | ------------------------ | --------------------------------- | ----------- | --- | ------------------------------------------ |
| Richard D. Davis (en)     | Démocrate                | 4 mars 1843 - 3 mars 1845         | 28e         | Redécoupage depuis le 5e district et réélu en 1842. |                                            |
| William W. Woodworth (en) | Démocrate                | 4 mars 1845 - 3 mars 1847         | 29e         | Élu en 1844. |                                            |
| Cornelius Warren (en)     | Whig                     | 4 mars 1847 - 3 mars 1849         | 30e         | Élu en 1846. |                                            |
| Ransom Halloway (en)      | Whig                     | 4 mars 1849 - 3 mars 1851         | 31e         | Élu en 1848. |                                            |
| Gilbert Dean (en)         | Démocrate                | 4 mars 1851 - 3 mars 1853         | 32e         | Élu en 1850. Redécoupage vers le 12e district. |                                            |
| Francis B. Cutting (en)   | Démocrate                | 4 mars 1853 - 3 mars 1855         | 33e         | Élu en 1852. |                                            |
| Abram Wakeman (en)        | Whig                     | 4 mars 1855 - 3 mars 1857         | 34e         | Élu en 1854. |                                            |
| Horace F. Clark (en)      | Démocrate                | 4 mars 1857 - 3 mars 1859         | 35e , 36e   | Élu en 1856. Réélu en 1858. |                                            |
| Horace F. Clark (en)      | Démocrate Anti-Lecompton | 4 mars 1859 - 3 mars 1861         | 35e , 36e   | Élu en 1856. Réélu en 1858. |                                            |
| Isaac C. Delaplaine (en)  | Démocrate                | 4 mars 1861 - 3 mars 1863         | 37e         | Élu en 1860. |                                            |
| James Brooks (en)         | Démocrate                | 4 mars 1863 - 7 avril 1866        | 38e , 39e   | Élu en 1862. Réélu en 1864. |                                            |
| William E. Dodge (en)     | Républicain              | 7 avril 1866 - 3 mars 1867        | 39e         | Conteste avec succès l'Élection de James Brooks au 39e Congrès. |                                            |
| James Brooks (en)         | Démocrate                | 4 mars 1867 - 3 mars 1873         | 40e - 42e   | Élu en 1866. Réélu en 1868. Réélu en 1870. Redécoupage vers le 6e district. |                                            |
| John D. Lawson (en)       | Républicain              | 4 mars 1873 - 3 mars 1875         | 43e         | Élu en 1872. |                                            |
| Elijah Ward (en)          | Démocrate                | 4 mars 1875 - 3 mars 1877         | 44e         | Élu en 1874. |                                            |
| Anson George McCook       | Républicain              | 4 mars 1877 - 3 mars 1883         | 45e - 47e   | Élu en 1876. Réélu en 1878. Réélu en 1880. |                                            |
| John J. Adams (en)        | Démocrate                | 4 mars 1883 - 3 mars 1885         | 48e         | Redécoupage depuis le 7e district et réélu en 1882. |                                            |
| Samuel S. Cox (en)        | Démocrate                | 4 mars 1885 - 20 mai 1885         | 49e         | Élu en 1884. Démissionne pour devenir Envoyé extraordinaire et Ministre Plénipotentiaire auprès de l'Empire Ottoman. |                                            |
| Vacant                    | Vacant                   | 20 mai 1885 - 3 novembre 1885     | 49e         | |                                            |
| Timothy J. Campbell (en)  | Démocrate                | 3 novembre 1885 - 3 mars 1889     | 49e , 50e   | Élu pour terminer le mandat de Cox. Réélu en 1886. |                                            |
| John H. McCarthy (en)     | Démocrate                | 4 mars 1889 - 14 janvier 1891     | 51e         | Élu en 1888. Démissionne pour devenir Juge du Tribunal Municipal de New York City. |                                            |
| Vacant                    | Vacant                   | 14 janvier 1891 - 3 mars 1891     | 51e         | |                                            |
| Timothy J. Campbell (en)  | Démocrate                | 4 mars 1891 - 3 mars 1893         | 52e         | Élu en 1890. |                                            |
| Edward J. Dunphy (en)     | Démocrate                | 4 mars 1893 - 3 mars 1895         | 53e         | Redécoupage depuis le 7e district et réélu en 1892. |                                            |
| James J. Walsh (en)       | Démocrate                | 4 mars 1895 - 2 juin 1896         | 54e         | Élu en 1894. Démis de ses fonctions après la contestation de son élection. |                                            |
| William E. Dodge (en)     | Républicain              | 2 juin 1896 - 3 mars 1899         | 54e , 55e   | Conteste avec succès l'élection de James J. Walsh. Réélu en 1896. |                                            |
| Daniel J. Riordan (en)    | Démocrate                | 4 mars 1899 - 3 mars 1901         | 56e         | Élu en 1898. |                                            |
| Thomas J. Creamer (en)    | Démocrate                | 4 mars 1901 - 3 mars 1903         | 57e         | Élu en 1900. |                                            |
| Timothy Sullivan (en)     | Démocrate                | 4 mars 1903 - 27 juillet 1906     | 58e , 59e   | Élu en 1902. Réélu en 1904. |                                            |
| Vacant                    | Vacant                   | 27 juillet 1906 - 6 novembre 1906 | 59e         | |                                            |
| Daniel J. Riordan (en)    | Démocrate                | 6 novembre 1906 - 3 mars 1913     | 59e - 62e   | Élu pour terminer le mandat de Sullivan. Réélu en 1906. Réélu en 1908. Réélu en 1910. Redécoupage vers le 11e district. |                                            |
| Daniel J. Griffin (en)    | Démocrate                | 4 mars 1913 - 31 décembre 1917    | 63e - 65e   | Élu en 1912. Réélu en 1914. Réélu en 1916. Démissionne lors de son élection comme Sheriff du Comté de Kings. |                                            |
| Vacant                    | Vacant                   | 1er janvier 1918 - 5 mars 1918    | 65e         | |                                            |
| William E. Cleary (en)    | Démocrate                | 5 mars 1918 - 3 mars 1921         | 65e , 66e   | Élu en 1918. |                                            |
| Charles G. Bond (en)      | Républicain              | 4 mars 1921 - 3 mars 1923         | 67e         | Élu en 1920. |                                            |
| William E. Cleary (en)    | Démocrate                | 4 mars 1923 - 3 mars 1927         | 68e , 69e   | Élu en 1922. Réélu en 1924. |                                            |
| Patrick J. Carley (en)    | Démocrate                | 4 mars 1927 - 3 janvier 1935      | 70e - 73e   | Élu en 1926. Réélu en 1928. Réélu en 1930. Réélu en 1932. |                                            |
| Richard J. Tonry (en)     | Démocrate                | 3 janvier 1935 - 3 janvier 1937   | 74e         | Élu en 1934. |                                            |
| Donald L. O'Toole (en)    | Démocrate                | 3 janvier 1937 - 3 janvier 1945   | 75e - 78e   | Élu en 1936. Réélu en 1938. Réélu en 1940. Réélu en 1942. Redécoupage vers le 13e district. |                                            |
| Joseph L. Pfeifer (en)    | Démocrate                | 3 janvier 1945 - 3 janvier 1951   | 79e - 81e   | Redécoupage depuis le 3e district et réélu en 1944. Réélu en 1946. Réélu en 1948. |                                            |
| Victor Anfuso (en)        | Démocrate                | 3 janvier 1951 - 3 janvier 1953   | 82e         | Élu en 1950. Retrait. |                                            |
| Louis B. Heller (en)      | Démocrate                | 3 janvier 1953 - 21 juillet 1954  | 83e         | Redécoupage depuis le 7e district et réélu en 1952. Démissionne. |                                            |
| Vacant                    | Vacant                   | 22 juillet 1954 - 2 janvier 1955  | 83e         | |                                            |
| Victore Anfuso (en)       | Démocrate                | 3 janvier 1955 - 3 janvier 1963   | 84e - 87e   | Élu en 1954. Réélu en 1956. Réélu en 1958. Réélu en 1960. Retrait pour se présenter à la Cour Suprême de New York. |                                            |
| Benjamin Rosenthal (en)   | Démocrate                | 3 janvier 1963 - 3 janvier 1983   | 89e - 97e   | Redécoupage depuis le 6e district et réélu en 1962. Réélu en 1964. Réélu en 1966. Réélu en 1968. Réélu en 1970. Réélu en 1972. Réélu en 1974. Réélu en 1976. Réélu en 1978. Réélu en 1980. Redécoupage vers le 7e district. |                                            |
| James H. Scheuer (en)     | Démocrate                | 3 janvier 1983 - 3 janvier 1993   | 98e - 102e  | Redécoupage depuis le 11e district et réélu en 1982. Réélu en 1984. Réélu en 1986. Réélu en 1988. Réélu en 1990. Retrait.                                                                                                   |                                            |
| Jerry Nadler              | Démocrate                | 3 janvier 1993 - 3 janvier 2013   | 103e - 112e | Redécoupage vers le 17e district et réélu en 1992. Réélu en 1994. Réélu en 1996. Réélu en 1998. Réélu en 2000. Réélu en 2002. Réélu en 2004. Réélu en 2006. Réélu en 2008. Réélu en 2010. Redécoupage vers le 10e district. | 1993–2003                                  |
| Jerry Nadler              | Démocrate                | 3 janvier 1993 - 3 janvier 2013   | 103e - 112e | Redécoupage vers le 17e district et réélu en 1992. Réélu en 1994. Réélu en 1996. Réélu en 1998. Réélu en 2000. Réélu en 2002. Réélu en 2004. Réélu en 2006. Réélu en 2008. Réélu en 2010. Redécoupage vers le 10e district. | 2003–2013 Parties de Brooklyn et Manhattan |
| Hakeem Jeffries           | Démocrate                | 3 janvier 2013 - Présent          | 113e - 118e | Élu en 2012. Réélu en 2014. Réélu en 2016. Réélu en 2018. Réélu en 2020. Réélu en 2022. | 2013–2023 Parties de Brooklyn et du Queens |
| Hakeem Jeffries           | Démocrate                | 3 janvier 2013 - Présent          | 113e - 118e | Élu en 2012. Réélu en 2014. Réélu en 2016. Réélu en 2018. Réélu en 2020. Réélu en 2022. | 2023–2025 Parties de Brooklyn              |

## Résultats des récentes élections
Voici les résultats des dix précédents cycles électoraux dans le district.

### 2004
| Élection de 2004 du 8e district congressionnel de New York | Élection de 2004 du 8e district congressionnel de New York | Élection de 2004 du 8e district congressionnel de New York | Élection de 2004 du 8e district congressionnel de New York | Élection de 2004 du 8e district congressionnel de New York |
| ---------------------------------------------------------- | ---------------------------------------------------------- | ---------------------------------------------------------- | ---------------------------------------------------------- | ---------------------------------------------------------- |
| Parti                                                      | Parti                                                      | Candidat                                                   | Votes                                                      | %                                                          |
|                                                            | Démocrate                                                  | Jerry Nadler (sortant)                                     | 162 082                                                    | 80,5                                                       |
|                                                            | Républicain                                                | Peter Hort                                                 | 39 240                                                     | 19,5                                                       |
| Total des votes                                            | Total des votes                                            | Total des votes                                            | 201 322                                                    | 100 %                                                      |
|                                                            | Les Démocrates conservent                                  |                                                            |                                                            |                                                            |

### 2006
| Élection de 2006 du 8e district congressionnel de New York | Élection de 2006 du 8e district congressionnel de New York | Élection de 2006 du 8e district congressionnel de New York | Élection de 2006 du 8e district congressionnel de New York | Élection de 2006 du 8e district congressionnel de New York |
| ---------------------------------------------------------- | ---------------------------------------------------------- | ---------------------------------------------------------- | ---------------------------------------------------------- | ---------------------------------------------------------- |
| Parti                                                      | Parti                                                      | Candidat                                                   | Votes                                                      | %                                                          |
|                                                            | Démocrate                                                  | Jerry Nadler (sortant)                                     | 108 536                                                    | 85,0                                                       |
|                                                            | Républicain                                                | Eleanor Friedman                                           | 17 413                                                     | 13,6                                                       |
|                                                            | Conservateur (en)                                          | Dennis E. Adomato                                          | 1 673                                                      | 1,3                                                        |
| Total des votes                                            | Total des votes                                            | Total des votes                                            | 127 622                                                    | 100 %                                                      |
|                                                            | Les Démocrates conservent                                  |                                                            |                                                            |                                                            |

### 2008
| Élection de 2008 du 8e district congressionnel de New York | Élection de 2008 du 8e district congressionnel de New York | Élection de 2008 du 8e district congressionnel de New York | Élection de 2008 du 8e district congressionnel de New York | Élection de 2008 du 8e district congressionnel de New York |
| ---------------------------------------------------------- | ---------------------------------------------------------- | ---------------------------------------------------------- | ---------------------------------------------------------- | ---------------------------------------------------------- |
| Parti                                                      | Parti                                                      | Candidat                                                   | Votes                                                      | %                                                          |
|                                                            | Démocrate                                                  | Jerry Nadler (sortant)                                     | 160 775                                                    | 80,5                                                       |
|                                                            | Républicain                                                | Grace Lin                                                  | 39 062                                                     | 19,5                                                       |
| Total des votes                                            | Total des votes                                            | Total des votes                                            | 199 837                                                    | 100 %                                                      |
|                                                            | Les Démocrates conservent                                  |                                                            |                                                            |                                                            |

### 2010
| Élection de 2010 du 8e district congressionnel de New York | Élection de 2010 du 8e district congressionnel de New York | Élection de 2010 du 8e district congressionnel de New York | Élection de 2010 du 8e district congressionnel de New York | Élection de 2010 du 8e district congressionnel de New York |
| ---------------------------------------------------------- | ---------------------------------------------------------- | ---------------------------------------------------------- | ---------------------------------------------------------- | ---------------------------------------------------------- |
| Parti                                                      | Parti                                                      | Candidat                                                   | Votes                                                      | %                                                          |
|                                                            | Démocrate                                                  | Jerry Nadler (sortant)                                     | 98 839                                                     | 75,5                                                       |
|                                                            | Républicain                                                | Susan L. Kone                                              | 31 996                                                     | 24,5                                                       |
| Total des votes                                            | Total des votes                                            | Total des votes                                            | 130 835                                                    | 100 %                                                      |
|                                                            | Les Démocrates conservent                                  |                                                            |                                                            |                                                            |

### 2012
| Élection de 2012 du 8e district congressionnel de New York | Élection de 2012 du 8e district congressionnel de New York | Élection de 2012 du 8e district congressionnel de New York | Élection de 2012 du 8e district congressionnel de New York | Élection de 2012 du 8e district congressionnel de New York |
| ---------------------------------------------------------- | ---------------------------------------------------------- | ---------------------------------------------------------- | ---------------------------------------------------------- | ---------------------------------------------------------- |
| Parti                                                      | Parti                                                      | Candidat                                                   | Votes                                                      | %                                                          |
|                                                            | Démocrate                                                  | Hakeem Jeffries                                            | 184 038                                                    | 90,2                                                       |
|                                                            | Républicain                                                | Alan Bellone                                               | 17 650                                                     | 8,7                                                        |
|                                                            | Vert                                                       | Colin Breavan                                              | 2 441                                                      | 1,2                                                        |
| Total des votes                                            | Total des votes                                            | Total des votes                                            | 166 388                                                    | 100 %                                                      |
|                                                            | Les Démocrates conservent                                  |                                                            |                                                            |                                                            |

### 2014
| Élection de 2014 du 8e district congressionnel de New York | Élection de 2014 du 8e district congressionnel de New York | Élection de 2014 du 8e district congressionnel de New York | Élection de 2014 du 8e district congressionnel de New York | Élection de 2014 du 8e district congressionnel de New York |
| ---------------------------------------------------------- | ---------------------------------------------------------- | ---------------------------------------------------------- | ---------------------------------------------------------- | ---------------------------------------------------------- |
| Parti                                                      | Parti                                                      | Candidat                                                   | Votes                                                      | %                                                          |
|                                                            | Démocrate                                                  | Hakeem Jeffries (sortant)                                  | 77 255                                                     | 92,1                                                       |
|                                                            | Conservateur (en)                                          | Alan Bellone                                               | 6 673                                                      | 8,0                                                        |
| Total des votes                                            | Total des votes                                            | Total des votes                                            | 70 582                                                     | 100 %                                                      |
|                                                            | Les Démocrates conservent                                  |                                                            |                                                            |                                                            |

### 2016
| Élection de 2016 du 8e district congressionnel de New York | Élection de 2016 du 8e district congressionnel de New York | Élection de 2016 du 8e district congressionnel de New York | Élection de 2016 du 8e district congressionnel de New York | Élection de 2016 du 8e district congressionnel de New York |
| ---------------------------------------------------------- | ---------------------------------------------------------- | ---------------------------------------------------------- | ---------------------------------------------------------- | ---------------------------------------------------------- |
| Parti                                                      | Parti                                                      | Candidat                                                   | Votes                                                      | %                                                          |
|                                                            | Démocrate                                                  | Hakeem Jeffries (sortant)                                  | 214 595                                                    | 93,3                                                       |
|                                                            | Conservateur (en)                                          | Daniel Cavanagh                                            | 15 401                                                     | 6,7                                                        |
| Total des votes                                            | Total des votes                                            | Total des votes                                            | 229 996                                                    | 100 %                                                      |
|                                                            | Les Démocrates conservent                                  |                                                            |                                                            |                                                            |

### 2018
| Élection de 2018 du 8e district congressionnel de New York | Élection de 2018 du 8e district congressionnel de New York | Élection de 2018 du 8e district congressionnel de New York | Élection de 2018 du 8e district congressionnel de New York | Élection de 2018 du 8e district congressionnel de New York |
| ---------------------------------------------------------- | ---------------------------------------------------------- | ---------------------------------------------------------- | ---------------------------------------------------------- | ---------------------------------------------------------- |
| Parti                                                      | Parti                                                      | Candidat                                                   | Votes                                                      | %                                                          |
|                                                            | Démocrate                                                  | Hakeem Jeffries (sortant)                                  | 180 376                                                    | 94,3                                                       |
|                                                            | Conservateur (en)                                          | Ernest Johnson                                             | 9 997                                                      | 5,2                                                        |
|                                                            | Réforme                                                    | Jessica White                                              | 1 031                                                      | 0,5                                                        |
| Total des votes                                            | Total des votes                                            | Total des votes                                            | 191 404                                                    | 100 %                                                      |
|                                                            | Les Démocrates conservent                                  |                                                            |                                                            |                                                            |

### 2020
| Élection de 2020 du 8e district congressionnel de New York | Élection de 2020 du 8e district congressionnel de New York | Élection de 2020 du 8e district congressionnel de New York | Élection de 2020 du 8e district congressionnel de New York | Élection de 2020 du 8e district congressionnel de New York |
| ---------------------------------------------------------- | ---------------------------------------------------------- | ---------------------------------------------------------- | ---------------------------------------------------------- | ---------------------------------------------------------- |
| Parti                                                      | Parti                                                      | Candidat                                                   | Votes                                                      | %                                                          |
|                                                            | Démocrate                                                  | Hakeem Jeffries (sortant)                                  | 234 933                                                    | 84,8                                                       |
|                                                            | Républicain                                                | Garfield Wallace                                           | 42 007                                                     | 15,2                                                       |
| Total des votes                                            | Total des votes                                            | Total des votes                                            | 276 940                                                    | 100 %                                                      |
|                                                            | Les Démocrates conservent                                  |                                                            |                                                            |                                                            |

### 2022
La Primaire Républicaine a été annulée, Yuri Dashevsky (R) avance vers l'Élection Générale.
| Primaire Démocrate de 2022 du 1er district congressionnel de l'Iowa | Primaire Démocrate de 2022 du 1er district congressionnel de l'Iowa | Primaire Démocrate de 2022 du 1er district congressionnel de l'Iowa | Primaire Démocrate de 2022 du 1er district congressionnel de l'Iowa | Primaire Démocrate de 2022 du 1er district congressionnel de l'Iowa |
| ------------------------------------------------------------------- | ------------------------------------------------------------------- | ------------------------------------------------------------------- | ------------------------------------------------------------------- | ------------------------------------------------------------------- |
| Parti                                                               | Parti                                                               | Candidat                                                            | Votes                                                               | %                                                                   |
|                                                                     | Démocrate                                                           | Hakeem Jeffries (sortant)                                           | 23 145                                                              | 86,7                                                                |
|                                                                     | Démocrate                                                           | Queen Johnson                                                       | 3 402                                                               | 12,7                                                                |

| Élection de 2022 du 8e district congressionnel de New York | Élection de 2022 du 8e district congressionnel de New York | Élection de 2022 du 8e district congressionnel de New York | Élection de 2022 du 8e district congressionnel de New York | Élection de 2022 du 8e district congressionnel de New York |
| ---------------------------------------------------------- | ---------------------------------------------------------- | ---------------------------------------------------------- | ---------------------------------------------------------- | ---------------------------------------------------------- |
| Parti                                                      | Parti                                                      | Candidat                                                   | Votes                                                      | %                                                          |
|                                                            | Démocrate                                                  | Hakeem Jeffries (sortant)                                  | 99 079                                                     | 71,6                                                       |
|                                                            | Républicain                                                | Yuri Dashevsky                                             | 39 060                                                     | 28,2                                                       |
|                                                            | Autres                                                     | Autres                                                     | 191                                                        | 0,1                                                        |
| Total des votes                                            | Total des votes                                            | Total des votes                                            | 138 330                                                    | 100 %                                                      |
|                                                            | Les Démocrates conservent                                  |                                                            |                                                            |                                                            |

### 2024
Les Primaires Démocrates et Républicaines ont été annulées. Hakeem Jeffries (D-Sortant) et John Delaney (R) avancent vers l'Élection Générale.
| Élection de 2024 du 8e district congressionnel de New York | Élection de 2024 du 8e district congressionnel de New York | Élection de 2024 du 8e district congressionnel de New York | Élection de 2024 du 8e district congressionnel de New York | Élection de 2024 du 8e district congressionnel de New York |
| ---------------------------------------------------------- | ---------------------------------------------------------- | ---------------------------------------------------------- | ---------------------------------------------------------- | ---------------------------------------------------------- |
| Parti                                                      | Parti                                                      | Candidat                                                   | Votes                                                      | %                                                          |
|                                                            | Démocrate                                                  | Hakeem Jeffries (sortant)                                  | TBD                                                        | TBD                                                        |
|                                                            | Républicain                                                | John Delaney                                               | TBD                                                        | TBD                                                        |
| Total des votes                                            | Total des votes                                            | Total des votes                                            | TBD                                                        | 100 %                                                      |
|                                                            |                                                            |                                                            |                                                            |                                                            |